# Catharina Louisa Maria Alberdingk Thijm

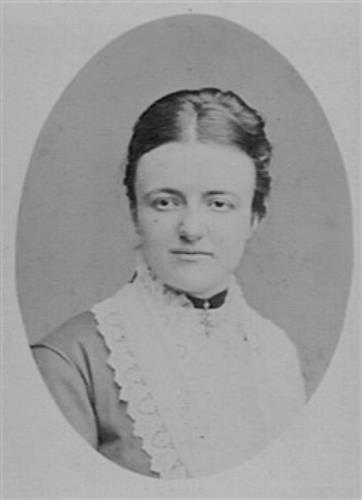
Catharina Louisa Maria Alberdingk Thijm

Catharina Louisa Maria Alberdingk Thijm (* 29. November 1848 in Amsterdam; † 14. Januar 1908 ebenda) war eine niederländische Schriftstellerin und in der Sozialarbeit tätig.

## Leben
Catharina Louisa Maria Alberdingk Thijm wurde am 29. November 1848 in Amsterdam geboren. Sie war das zweite Kind und die älteste Tochter des Schriftstellers und Professors für Kunstgeschichte Joseph Alberdingk Thijm (1820–1889) und von Wilhelmina Anna Sophia Kerst (1824–1894). Sie hatte vier Geschwister und blieb unverheiratet. Die Familie war katholisch und ihr Vater war ein Verfechter der kulturellen Emanzipation der Katholiken. Sie besuchte bis 1860 die Schule für katholische junge Mädchen im Amsterdamer Beginenhof, danach die Internate der Filles de la Croix-Gemeinde in Aspel in Deutschland von 1860 bis 1864 und in Theux bei Spa von 1864 bis 1866. Danach lebte sie von 1866 bis 1870 bei ihren Eltern am Nieuwezijds Voorburgwal in Amsterdam. Sie war in diesen Jahren Mitglied von De Vioolstruik, einer Literaturvereinigung unter dem Vorsitz ihres Vaters.
Sie trat im Mai 1870 dem Klosterorden Filles de la Croix bei, bei dem sie ihre Internatsjahre verbracht hatte, und legte ihre ersten Gelübde der Keuschheit, des Gehorsams und der Armut ab. Ihr Bruder Karel (1864–1952), besser bekannt unter seinem Pseudonym Lodewijk van Deyssel, schrieb dazu später, dass diese Entscheidung teilweise auf einer unglücklichen Liebe beruhte. Im Orden nahm sie den Klosternamen „Josphe“ an, eine Wahl, die auf eine starke Bindung zu ihrem Vater hinweist. Zu ihrer Mutter hatte sie ein distanzierteres Verhältnis, mit ihrem Bruder Karel stritt sie sich im Laufe ihres Lebens häufig. Ihr endgültiges Gelübde legte sie am 6. Dezember 1871 im Kloster in Theux ab. Danach arbeitete sie als Lehrerin und Krankenschwester in Duisburg und Lüttich. Das Kloster verließ sie 1877, da sie, so die Generalobere, nicht unterwürfig genug gewesen sei.
Nach ihrer Entlassung aus dem Kloster erlangte sie einen Volksschulabschluss und arbeitete ab November 1877 sechs Monate lang als Gouvernante bei den Töchtern des polnischen Grafen Sumin Suminski auf Schloss Rinsk bei Schönsee in Westpreußen. Danach lebte sie im Herbst 1878 in Köln und Menton, um ihre Französisch- und Deutschkenntnisse zu verbessern.

### Schriftstellerisches Werk
Ihren ersten Roman vollendete Catharina Alberdingk Thijm 1878. Er wurde nicht veröffentlicht. In diesem Roman verarbeitete sie ihre Eindrücke des klösterlichen Lebens. Sie schrieb danach 36 weitere Romane, unzählige Erzählungen, Märchen, Theaterstücke, Gedichte und etwa 1.500 Zeitungsartikel. Anfänglich verfasste sie kurze Stücke für Familiebode und De Huisvrouw und schrieb Beiträge für Zeitschriften und Zeitungen wie De Amsterdammer, Algemeen Handelsblad, Amsterdamsche Courant und Dietsche Warande.
Die Zeitschrift Lelie-en Rozeknopen gründete sie 1882. Sie wurde die Chefredakteurin der Zeitschrift, in der auch ihr Vater und ihr Bruder Karel mitarbeiteten. 1887 wurde die Zeitschrift als De Hollandsche Lelie weitergeführt, eine Wochenzeitschrift „für junge Damen“, die sie auch herausgab. Durch die Einnahmen, die sie mit der Schriftstellerei erzielte, konnte Catharina Alberdingk Thijm ihr Leben eigenständig bestreiten. Dies war ihr wichtig und sie hielt es auch für jede Frau für wichtig, selbst für sich sorgen zu können. In ihrem Werk Lukrative Beziehungen für Frauen aus der zivilisierten Klasse aus dem Jahr 1884 benennt sie Berufe wie Ärztin, Krankenschwester, Buchhalterin, Näherin und Buchbinderin als ideal für Frauen geeignet. In ihrem Werk Religion in der Mädchenbildung aus dem Jahr 1885 befürwortet sie öffentliche staatliche Schulen, in denen den Schülern Toleranz und Respekt für die Religionsfreiheit beigebracht werden. Besonders bekannt wurde ihr Roman Ein königliches Verbrechen. Hingegen wurde ihr Roman uit onze dagen von 1889 über eine angebliche Tochter von Königin Victoria nicht gut aufgenommen.
Catharina Alberdingk Thijm lernte 1881 die Übersetzerin Louise Stratenus kennen. Sie übersetzte aus dem Französischen, Englischen, Deutschen und Schwedischen und schrieb unter zahlreichen Pseudonymen Kinderbücher, Gedichte und Theaterstücke. Stratenus konvertierte unter ihrem Einfluss vom Protestantismus zum Katholizismus. 1882 reisten sie nach London, um Gläubigern von Stratenus zu entkommen. Danach ging es 1883 nach Paris. Dort hatte Catharina Alberdingk Thijm angeblich eine Romanze mit dem Journalisten und Politiker Alfred Mézières, mit dem sie verlobt gewesen sein soll. Zu der Zeit gab es weitere unbestätigte Geschichten über kurzlebige Verlobungen. Mit Stratenus zog sie 1888 nach Brüssel. Dort gab sie die Wochenzeitschrift La Jeune Fille heraus, von der auch eine Pariser Ausgabe erschien. Ihr teilweise schwieriges Verhältnis zu ihrem Bruder Karel verarbeitete sie 1883 in ihrem Roman De huistiran. Ihren Schlüsselroman Zerstörtes Leben  mit wahren Geschichten über ihre Eltern, ihren Bruder Frank (1854–1925) und sich selbst veröffentlichte sie 1892. Die Beziehung zu Louise Stratenus endete 1894.

### Sozialarbeit
Der Sozialarbeit widmete sich Catharina Alberdingk Thijm von 1895 bis 1900. Gemeinsam mit ihrer Freundin Jacoba van Zoelen (1865–1947) betrieb sie an der Rozengracht in Amsterdam ein Obdachlosenheim für Frauen und ihre Kinder. In dieser Zeit schrieb sie unter anderem den Brief an unsere Mädchen, in dem sie Frauen ihrer Klasse dazu aufrief, sich der philanthropischen Arbeit und dem Menschsein zu widmen. Ihre wichtigste Broschüre war 1898 Een volkhuis, in der sie einen Plan für einen neuen Wohnkomplex mit 36 Häusern mit Gemeinschaftseinrichtungen für Familien und Singles der Arbeiterklasse nach einem Entwurf ihres Onkels, des Architekten Eduard Cuypers, vorstellte. Auch sympathisierte sie mit der Heilsarmee.

### Späte Jahre
Nach dem Tod ihres Vaters im Jahr 1889 veröffentlichte Catharina Alberdingk Thijm die Sammlung Efeu und Rosen mit unveröffentlichten Versen, Briefen von und über ihren Vater. Eine Biografie über ihren Vater folgte 1896. In diesem Werk fügte sie auch Briefe ein, die sie selbst ihrem Vater geschrieben hatte. Auch die Stellung der Frau thematisierte sie in ihren Werken. Sie stellte etwa zwanzig Fragen an etwa einhundert Frauen über den Unterschied zwischen Mann und Frau, Ehe, Liebe und weiterem. Antworten kamen unter anderem von Louise Stratenus, Elise van Calcar, Nellie van Kol und ihr selbst. Ihre letzten Jahre verbrachte sie in ihrem Landhaus bei Bergen op Zoom.
Catharina Alberdingk Thijm starb am 14. Januar 1908 in Amsterdam.